# FC Lankowitz
Der FC Piberstein Lankowitz ist ein österreichischer Fußballverein aus Maria Lankowitz in der Weststeiermark.

## Geschichte
Ein Vorgängerverein wurde bereits 1932 als Arbeitersportklub (ASK) gegründet. 1938 erfolgte die Neugründung, aufgrund des Zweiten Weltkrieges konnte der Spielbetrieb aber erst 1946 aufgenommen werden. Aus dem ASK wurde 1948 der Werksportverein (WSV) der Lankowitzer Kohlen-Compagnie, bis in den 1970ern der Bergbau in Piberstein stillgelegt wurde. Die Fußball-Abteilung des WSV Lankowitz spielte ab 1956 in der Landesliga Steiermark. 1965 erhielt der Verein mit dem Waldstadion einen eigenen Sportplatz in Maria Lankowitz, davor musste er die Anlage des WSV Rosental benutzen. Sportlich war Lankowitz jedoch 1964 aus der Landesliga abgestiegen und spielte seither in tieferen Klassen.

### Aufschwung
Ein Aufschwung begann Ende der 2000er-Jahre als der ehemalige Maria Lankowitzer Bürgermeister und spätere Lottomillionär Hubert Scheer mit der Unterstützung des Vereins begann. 2011 wurde der FC Lankowitz Meister der siebtklassigen Gebietsliga West, 2012 Meister der sechstklassigen Unterliga West und 2015 gelang der Aufstieg in die steirische Landesliga, nachdem man zuvor zweimal knapp gescheitert war.
2013 erreichte Lankowitz das Finale des Steirer-Cups. Dieses ging gegen den SV Lafnitz zwar mit 1:6 verloren, der Finaleinzug berechtigte aber zur Teilnahme am ÖFB-Cup 2013/14. Dort wurde in Runde eins der Kärntner Landesligist FC St. Veit auswärts mit 5:1 besiegt. In der zweiten Runde traf Lankowitz auf den FC Red Bull Salzburg, den späteren österreichischen Meister. Nach einem 0:1-Rückstand schaffte der Fünftligist den Ausgleich und musste sich schlussendlich erst im Elfmeterschießen geschlagen geben. 2014 konnte der Steirer-Cup durch einen Final-Sieg gegen den FC Zeltweg gewonnen werden.
Seit 2012 befindet sich neben dem Waldstadion ein Kunstrasen-Trainingsplatz mit Flutlichtanlage.

### Insolvenz und Neugründung
Nach dem Tod des Geldgebers schlitterte der Verein als Herbstmeister der Landesliga in Insolvenz und nahm seine Mannschaften aus dem Bewerb. Seitdem spielt mit dem FC Lankowitz ein Nachfolge-Verein in der Gebietsliga West.

## Frauenfußball
Die Frauenmannschaft nahm in der Saison 1999/2000 in der Landesliga Steiermark in einer Spielgemeinschaft mit Mooskirchen als FC Piberstein Lankowitz an der Meisterschaft teil und spielte bis 2006/07 in der 2. Liga Süd. Mit dem 10. Platz stieg das Team in der Saison 2010/11 in Steirische Frauenlandesliga ab. In der Saison 2011/12 spielte das Team in der Steirischen Frauen Oberliga Süd, in der Saison 2013/14 in der Steirischen Frauen Oberliga Mitte. 2014 stieg das Team in die Steirische Frauen Landesliga auf. Vor der Saison 2015/16 wurde das Herrenteam vom FC Piberstein Lankowitz aufgelöst und die Frauen spielten weiter in der Steirischen Frauenlandesliga. Die Frauenmannschaft spielt seit 2016/17 nach Auflösung der Spielgemeinschaft in der Steirischen Frauen Landesliga.